# 北玄参
北玄参（学名：Scrophularia buergeriana）为玄参科玄参属下的一个种。

## 扩展阅读
- 維基物種上的相關：北玄参